# Asptjärnen (Ytterhogdals socken, Hälsingland)
Asptjärnen är en sjö i Härjedalens kommun i Hälsingland och ingår i Ljusnans huvudavrinningsområde. Sjön har en area på 0,0653 kvadratkilometer och ligger 324 meter över havet. Sjön avvattnas av vattendraget Aspan.

## Delavrinningsområde
Asptjärnen ingår i det delavrinningsområde (688674-145135) som SMHI kallar för Mynnar i Ljusnans vattendragsyta. Medelhöjden är 416 meter över havet och ytan är 14,84 kvadratkilometer. Räknas de 3 avrinningsområdena uppströms in blir den ackumulerade arean 27,6 kvadratkilometer. Aspan som avvattnar avrinningsområdet har biflödesordning 2, vilket innebär att vattnet flödar genom totalt 2 vattendrag innan det når havet efter 207 kilometer. Avrinningsområdet består mestadels av skog (89 procent). Avrinningsområdet har 0,07 kvadratkilometer vattenytor vilket ger det en sjöprocent på 0,4 procent.